# Parafia Chrystusa Odkupiciela w Skrobowie-Kolonii
Parafia Chrystusa Odkupiciela w Skrobowie-Kolonii – parafia rzymskokatolicka, znajdująca się w archidiecezji lubelskiej, w dekanacie Lubartów. 
Według stanu na miesiąc grudzień 2016 liczba wiernych w parafii wynosiła 2000 osób.

## Zasięg parafii
Do parafii należą wierni z następujących miejscowości: Mieczysławka, Skrobów-Kolonia, Skrobów, Wola Mieczysławska